# Читтадукале
Читтадукале (італ. Cittaducale) — муніципалітет в Італії, у регіоні Лаціо,  провінція Рієті.
Читтадукале розташоване на відстані близько 70 км на північний схід від Рима, 8 км на схід від Рієті.
Населення — 6870 осіб (2014).
Щорічний фестиваль відбувається 19 серпня. Покровитель — San Magno.

## Демографія
Населення за роками:

Станом на 1 січня 2023 року в муніципалітеті офіційно проживало 359 іноземців з 45 країн, серед них 133 громадяни країн Євросоюзу та 41 громадянин України.

## Сусідні муніципалітети
- Борго-Веліно
- Кастель-Сант'Анджело
- Лонгоне-Сабіно
- Мічильяно
- Петрелла-Сальто
- Рієті